# Carl Thiersch
Karl Thiersch (Carl Thiersch, ur. 20 kwietnia 1822 w Monachium, zm. 28 kwietnia 1895 w Lipsku) – niemiecki lekarz. 
Jego ojcem był pedagog Friedrich Thiersch, teściem chemik Justus von Liebig. Brat Ludwig był malarzem, drugi brat Heinrich Wilhelm Josias teologiem.
Tytuł doktora otrzymał na Uniwersytecie Ludwika i Maksymiliana w Monachium w 1843 roku, następnie od 1848 by 1854 roku był prosektorem w katedrze anatomii patologicznej. W 1854 otrzymał katedrę chirurgii na Uniwersytecie w Erlangen. W 1867 został profesorem na Uniwersytecie Lipskim. Służył jako lekarz wojskowy podczas I wojny o Szlezwik. Był też lekarzem na froncie wojny francusko-pruskiej. 
W 1865 wykazał, że rak pochodzi z tkanki nabłonkowej, oraz zmodyfikował metodę antyseptyczną Listera, zastępując kwas salicylowy kwasem karbolowym. Badał też gojenie się ran i fosforową martwicę żuchwy. 

## Wybrane prace
- Zur Lehre von der Arzneiwirkung, Diss. med., München 1846
- Pathologisch-anatomische Beobachtungen über Pyämie, Habilitationsschrift, München 1849
- Infektionsversuche an Tieren mit dem Inhalt des Choleradarmes, München 1865
- Der Epithelialkrebs, namentlich der Haut. Eine anatomische-klinische Untersuchung. Leipzig, W. Engelmann, 1865, 8°, 16, 310 S.; Quer-Folio mit 11 Kupfertafeln und 11 Bl. Tafelerklärungen
- Die feineren anatomischen Veränderungen nach Verwundung der Weichteile, In: Pitha, Theodor Billroth (red.): Handbuch der allgemeinen und speciellen Chirurgie, Bd. 1/2, 1867
- Klinische Ergebnisse der Listerschen Wundbehandlung und über den Ersatz der Karbolsäure durch Salizylsäure, Samml. klin. Vortr. 84–85, 1875
- Über Hautverpflanzung, XV. Chir. Kongr., Bd. 1, 1886 (17), XVII. Chir. Kongr., Bd. 1, 1888 (66)
- Über Nervenextraktion, mit Vorzeigung von Instrumenten und ausgezogenen Nerven, XVIII. Chir. Kongr., Bd. 1, 1889 (44)